# Gabinet Dupong-Schaus
El Gabinet Dupong-Schaus va formar el govern de Luxemburg de l'1 de març de 1947 al 3 de juliol de 1951. Va ser una coalició entre el Partit Popular Social Cristià (CSV), i el Partit Democràtic.

## Composició

### 1 de març de 1947 a 14 de juliol de 1948
| Nom   | Nom              | Partit | Càrrec |
| ----- | ---------------- | ------ | --- |
|       | Pierre Dupong    | CSV    | Primer Ministre Ministre de Finances Ministre de Treball, Seguretat Social, i Mines Ministre d'Assistència Social |
|       | Joseph Bech      | CSV    | Ministre d'Afers Exteriors Ministre de Viticultura                                                                |
|       | Nicolas Margue   | CSV    | Ministre d'Educació Nacional Ministre de Religió, Arts, i Ciències Ministre d'Agricultura                         |
|       | Eugène Schaus    | GD     | Ministtre de Justícia Ministre de l'Interior                                                                      |
|       | Lambert Schaus   | CSV    | Ministre d'Afers Econòmics Ministre de Defensa                                                                    |
|       | Alphonse Osch    | GD     | Ministre de Salut Pública Ministre der Danys de Guerra                                                            |
|       | Robert Schaffner | GD     | Ministre d'Obres Públiques Ministre de Transports                                                                 |
| Font: |                  |        | |

### 14 de juliol de 1948 a 2 de juliol de 1951
| Non   | Non              | Partit | Càrrec                                                                                                  |
| ----- | ---------------- | ------ | --- |
|       | Pierre Dupong    | CSV    | Primer Ministre Ministre de Finances Ministre de Treball, Seguretat Social, i Mines Ministre de Defensa |
|       | Joseph Bech      | CSV    | Ministre d'Afers Exteriors Ministre de Viticultura                                                      |
|       | Eugène Schaus    | GD     | Ministre de Justícia Ministre de l'Interior                                                             |
|       | Alphonse Osch    | GD     | Ministre de Salut Pública Ministre der Danys de Guerra                                                  |
|       | Robert Schaffner | GD     | Ministre d'Obres Públiques Ministre de Transports Ministre de Reconstrucció                             |
|       | Pierre Frieden   | CSV    | Ministre d'Educació Nacional Ministtre de Religió, Arts, i Ciències Ministre d'Assistència Social       |
|       | Aloyse Hentgen   | CSV    | Ministre d'Afers Econòmics Ministre d'Agricultura                                                       |
| Font: |                  |        | |